# Type 62
Ne doit pas être confondu avec T-62.
Le Type 62 (ne pas confondre avec le T-62 soviétique), connu aussi sous sa désignation industrielle WZ131, est un char de combat chinois basé sur le Type 59 et produit entre 1963 et 1989.

## Caractéristiques

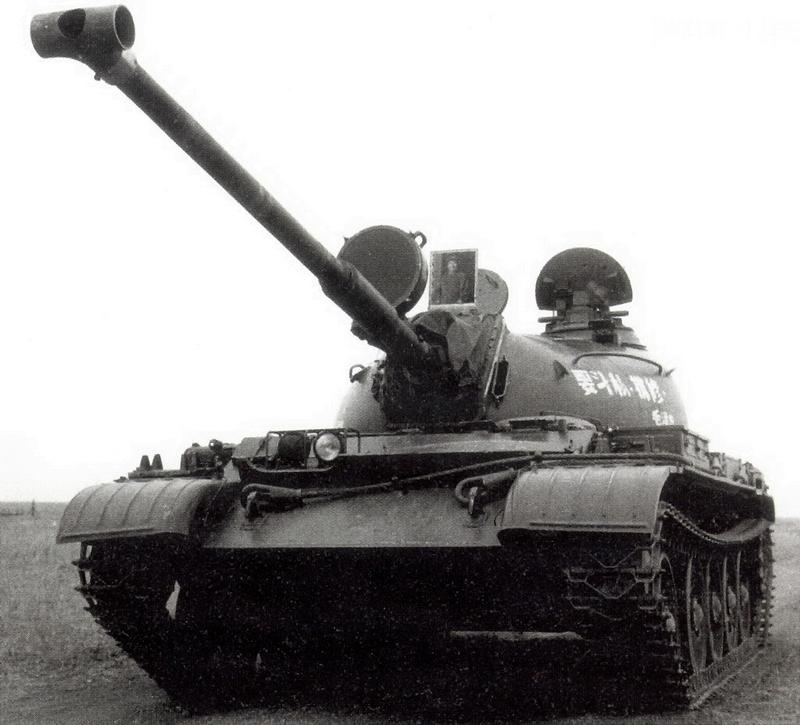
Prototype du WZ-131 le 30 juillet 1964.

Il s'agit d'une version allégée du Type 59, plus adaptée à la géographie du sud du pays : montagnes, rizières, cours d'eau sans pont, ou franchis par des ponts fragiles. Son blindage est plus faible, son canon de calibre inférieur (85 au lieu de 100 mm) et son châssis un peu plus court (5,6 m contre 6,04). Ces modifications lui permettent de ne peser que 21 tonnes (contre 36) et d'atteindre 60 km/h sur route (contre 50 pour le Type 59).
Les deux chars sont d'apparences très semblables, mais l'extracteur de fumées du Type 62 est plus complexe et placé un peu plus en arrière, et ses roues sont différentes.
Produit par l'industrie de l'armement de la République populaire de Chine à plus de 1 500 exemplaires, il est parfois répertorié sous son code de fabrication, WZ132,. Il a été assez largement vendu et distribué aux alliés de la Chine. Il est retiré du service dans l'armée Chinoise à partir de l'année 2011,.

## Histoire au combat
Le Type 62 a été principalement déployé dans le sud de la Chine.
Fourni à l'armée populaire vietnamienne, il participa à toute la guerre du Viêt Nam. En 1979, lors de la Guerre sino-vietnamienne, la plupart des 200 chars engagés par l'armée populaire de libération chinoise étaient des Type 62. Environ la moitié furent mis hors de combat, du fait de leur blindage insuffisant, qui les rendait vulnérables aux lance-roquettes. Ils étaient également insuffisamment armés.
Ce char a principalement vu le combat dans des conflits en Afrique notamment en 1979 pendant la guerre ougando-tanzanienne. Mais également pendant le deuxième guerre du Congo ou les forces rwandaises ont réussi à en capturer un certain nombre intacts.
Une version améliorée fut conçue après la guerre sous le nom de Type 62-I, et les Type 62 furent réaffectés à la reconnaissance, à l'appui-feu et au combat contre les véhicules légers,.
Il a été retiré du service actif au sein de l'armée chinoise en 2013 ; son remplaçant est le nouveau char léger Type 15, aussi appelé ZTQ-15.

## Modèles et variantes

### Chine
- Type 59-16 : Prototype du Type 62.

- Type 62 : Version réduite du Type 59, aussi connue sous sa référence industrielle WZ132[1],[10].

- Type 62-I : Type 62 amélioré d'après les enseignements de la Guerre sino-vietnamienne. Parmi ses 33 modifications, on trouve un télémètre laser placé au-dessus du mantelet du canon et un déflecteur pour la mitrailleuse anti-aérienne. Il est aussi connu sous la référence WZ132-1[1],[10].

- - Type 62-I (modèle tardif) : ajout de magasins sur tourelle et de renforts de caisse pour une meilleure protection contre les projectiles HEAT et les missiles anti-char[1],[10].

- Type 62G (G pour Gai, amélioré) : Modèle le plus récent : meilleur blindage et tourelle coulée d'origine remplacée par une tourelle à blindage en plaques et quatre lance-grenades fumigènes de chaque côté. Canon rayé de 105 mm stabilisé, système de tir et système de vision nocturne[1],[10]. Une partie de ces modifications se retrouvent sur les chars pakistanais Al-Zarrar et Al-Khalid.

- Type 70 : Type 62 reconstruit. Il possède un télémètre laser au-dessus du mantelet du canon, comme le Type 62-I, mais pas de déflecteur pour la mitrailleuse anti-aérienne. Il a aussi des optiques améliorées et un système de stabilisation du canon[10],[1].

- Type 79 : Véhicule d'assistance basé sur le châssis du Type 62[10].

- GJT 211 : Bulldozer basé sur le châssis du Type 62[10].

- GSL 131 : Variante du précédent adaptée au déminage, aussi connue sous le nom de Type 82[10].

### Bangladesh
Certains Type 62 furent transformés en véhicules de transport de troupes ou en canons automoteurs.

## Utilisateurs
- Albanie - 75
- Bangladesh - 320
- Cambodge - 30
- Chine - 1 393

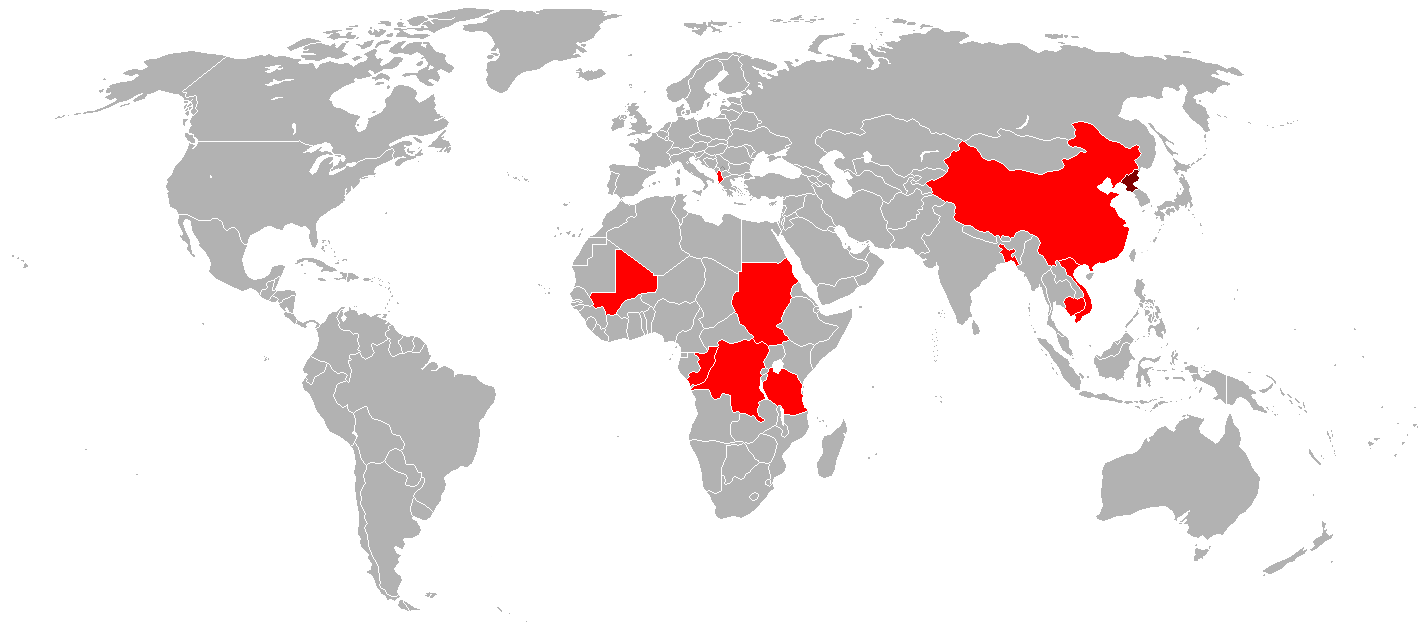
Pays utilisateurs (décembre 2009) : les anciens utilisateurs sont en rouge foncé.

- République démocratique du Congo - 48
- République du Congo[réf. souhaitée] - ?
- Mali - 18
- Soudan - 70
- Tanzanie - 66
- Viêt Nam - 200

## Culture populaire
- Dans War Thunder, jeu vidéo MMORPG développé par le studio biélorusse Gaijin en 2002, Le Type 62 est un char léger soviétique de rang IV avec une cote de combat de 6,7 (AB / RB / SB). Il a été introduit lors de la mise à jour 1.65 « Way of the Samurai » comme véhicule de récompense pour l’événement « Vacances d’hiver » en 2016. Il à également été ajouté à l'arbre chinois en rang IV avec une cote de combat de 6,7 (AB / RB / SB). Il a été introduit dans la mise à jour 1.91 « Vision nocturne ». Il est identique au Type 62 introduit à l’origine dans l’arbre soviétique.
- Dans World of Tanks, jeu vidéo MMORPG développé par le studio biélorusse Wargaming en 2010, le type 62 est un char premium rare de l'arbre technologique chinois. Peu de joueurs en ont un. Le 59-16 (rang 6 ) wz-131 (rang 7) et wz-132 (rang 8 )sont également disponibles en tant que chars standards de l'arbre technologique chinois.
- Dans Wargame: Red Dragon, jeu vidéo de stratégie développé par le studio français Eugen System en 2014, le type 62 est, sous la désignation ZTQ-62, un char de reconnaissance de la Chine ; il est disponible en trois versions : ZTQ-62, ZTQ-62-I et ZTQ-62G.